# 大叶蒟
大叶蒟（学名：Piper laetispicum）为胡椒科胡椒属的植物，是中国的特有植物。分布于中国大陆的广东、海南等地，一般生长在树上、密林中或石上，目前尚未由人工引种栽培。